# الرباط (السياني)

تعديل مصدري - تعديل

الرباط هي إحدى قرى عزلة الهادس بمديرية السياني التابعة لمحافظة إب، بلغ تعداد سكانها 197 نسمة حسب تعداد اليمن لعام 2004.